# Semi-dreadnought
Semi-Dreadnoughts waren die letzte, quasi experimentelle Zwischenstufe beim Übergang vom Einheitslinienschiff zum Dreadnought. Einige Semi-Dreadnoughts wurden noch nach Beginn der Dreadnought-Ära fertiggestellt. Da ihre technische Überalterung aber bereits klar war, geschah die Fertigstellung oft aus Kostengründen, weil ihr Bau zu weit fortgeschritten war, und auch dann nur mit geringer Dringlichkeit. Die meisten großen Marinen verfolgten an der Wende vom 19. zum 20. Jahrhundert diese Entwicklung, nur die deutsche Marine hatte bei den ersten Entwürfen zur Nassau-Klasse lediglich einen Semi-Dreadnought-Typ projektiert, ihn aber nicht in die Realität umgesetzt.

## Vergleich mit Einheits-Linienschiff und Dreadnought
Die Besonderheit dieser Schiffe liegt in der Verwendung zweier verschiedener Hauptkaliber. Das stärkste Kaliber entsprach der Hauptbewaffnung der Einheits-Linienschiffe (30,5 cm bzw. zwölf englische Zoll) und war in aller Regel in Doppeltürmen stationiert. Das zweite Hauptkaliber bzw. das Zwischenkaliber entsprach in seiner Stärke der Hauptbewaffnung der Panzerkreuzer (zwischen 20,3 und 25,4 cm bzw. acht bis zehn englischen Zoll), es konnte sowohl in Doppel- und/oder Einzeltürmen und/oder in Kasematten eingebaut sein. Dafür verzichtete man allerdings (in der Regel) auf die in Kasematten eingebaute Mittelartillerie (zwischen 127 und 178 mm bzw. fünf bis sieben Zoll). Die Bewaffnung mit leichter Artillerie unter 127 mm Kaliber und ggf. Flak entsprach den jeweiligen nationalen Gepflogenheiten der Zeit bzw. der Bewaffnung der Einheits-Linienschiffe mit Geschützen diesen Kalibers.
In Bezug auf die Tonnage lagen diese Schiffe mit 13.000 bis 20.000 tons Wasserverdrängung zwischen den Einheits-Linienschiffen und den Dreadnoughts, sie folgte somit dem allgemeinen Trend zur Vergrößerung der Kriegsschiffe. Als Antrieb waren in der Regel Kolbendampfmaschinen eingesetzt, nur die französische Danton-Klasse und die japanische Aki erhielten Dampfturbinen.

## Klassen der in Dienst gestellten Semi-Dreadnoughts

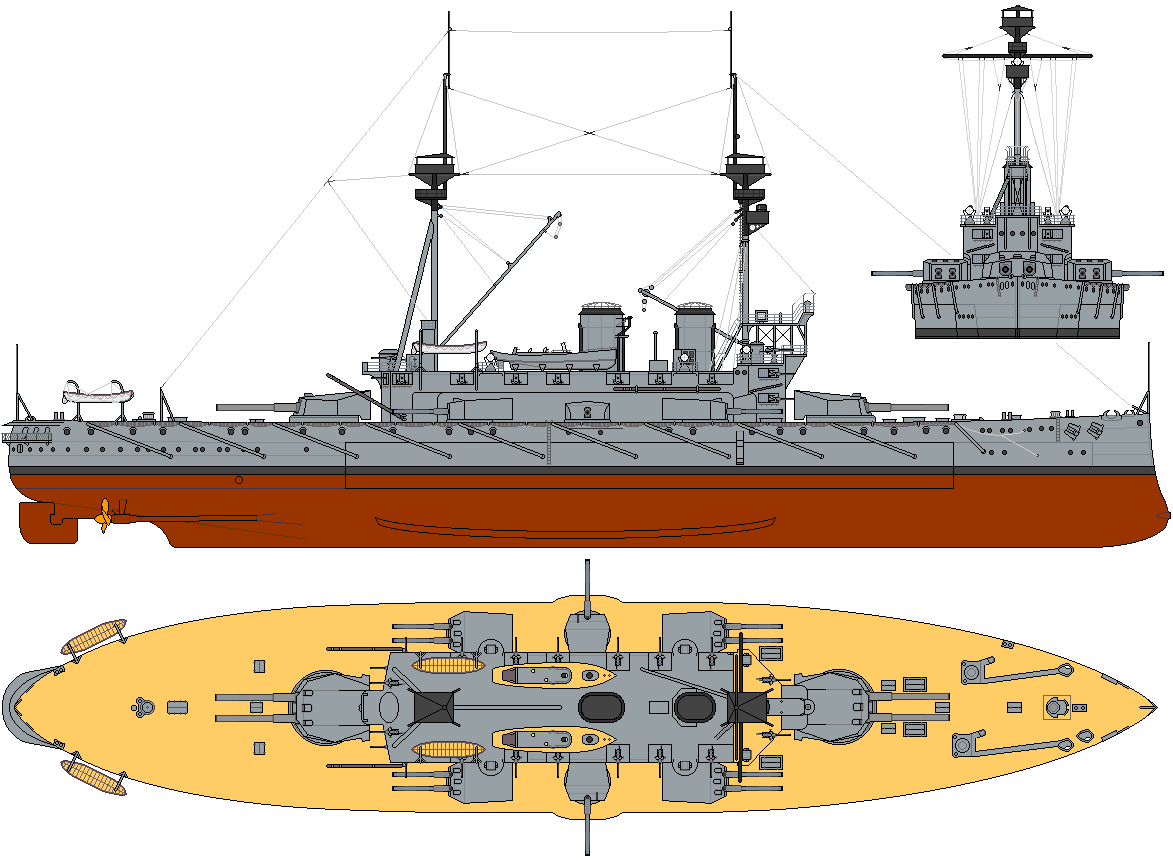
Profilzeichnung HMS Agamemnon (1908)

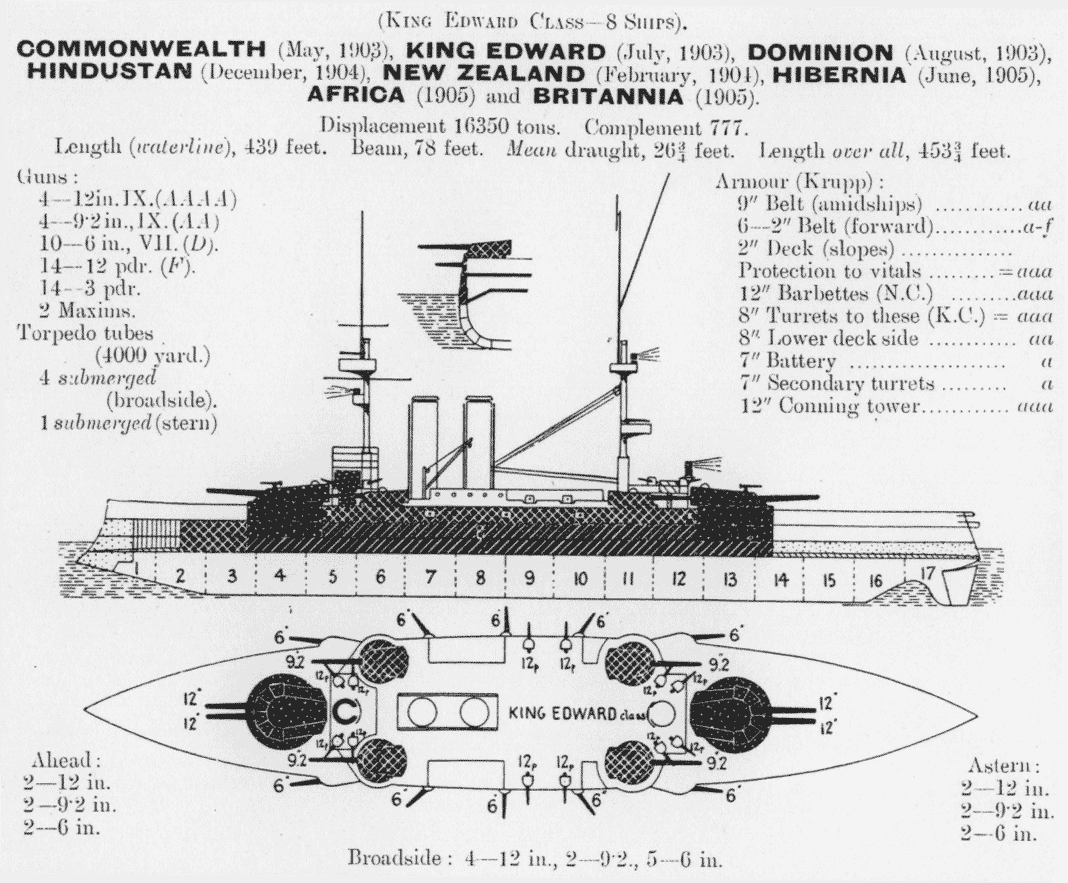

Großbritannien legte 1904 die Lord Nelson-Klasse (Lord Nelson, Agamemnon) auf Kiel, die mit zwei Doppeltürmen zu 30,5 cm, vier Doppeltürmen zu 23,4 cm und zwei Einzeltürmen zu 23,4 cm Kaliber als Hauptbewaffnung bestückt waren. Die Konstruktionsverdrängung dieser Schiffe betrug ca. 16.000 tons. Weil der Stapellauf der Dreadnought in die Bauphase der Lord-Nelson-Klasse fiel, wurden die beiden Einheiten erst zwei Jahre nach der Dreadnought fertiggestellt und waren demzufolge vom Stapel weg veraltet. Lord Nelson wurde 1921, Agamemnon 1926 abgewrackt.
Eine zweite Klasse von britischen Semi-Dreadnoughts stellte die King-Edward-VII-Klasse von 1905 dar. Die acht Einheiten dieser Klasse verdrängten jeweils 16.350 tons Standard und wurden mit Kolbendampfmaschinen angetrieben, die 18,5 Knoten Geschwindigkeit erlaubten. Als Bewaffnung führten sie neben zwei Doppeltürmen zu 30,5 cm noch vier Einzeltürme zu 23,4 cm als Zwischenkaliber und zehn Stück Mittelartillerie zu 152 mm Kaliber in Einzelaufstellung unter Deck. Zwei Schiffe dieser Klasse (HMS Britannia, HMS King Edward VII) gingen während des Ersten Weltkrieges verloren, der Rest wurde bis 1922 zum Abwracken verkauft.
Die USA legten mit der Connecticut-Klasse von 1903 (Connecticut, Louisiana, Vermont, Kansas, Minnesota, New Hampshire) ein ganzes Geschwader Semi-Dreadnoughts mit je 16.000 tons Konstruktionsverdrängung auf Kiel. Ihre Hauptbewaffnung bestand aus zwei Doppeltürmen zu 30,5 cm und vier Doppeltürmen zu 20,3 cm Kaliber sowie zwölf Stück 17,8-cm-Mittelartillerie in Kasematten. Dazwischen eingeschoben wurden mit der Mississippi-Klasse zwei weitere Schiffe mit gleicher Hauptbewaffnung (bei nur acht Stück 17,8-cm-Mittelartillerie), aber geringerer Größe (13.000 tons) und Panzerung, die ab 1914 unter griechischer Flagge als Lemnos und Kilkis fuhren. Während das US-amerikanische Geschwader keine unmittelbaren Kriegseinsätze zu verzeichnen hatte und 1923 bis 1924 verschrottet wurde, blieben die an Griechenland abgegebenen Schiffe bis 1932 (Lemnos ex Idaho (BB 23)) bzw. 1941 (Kilkis ex Mississippi (BB 24)) im aktiven Dienst.
Japan legte mit der Satsuma-Klasse (1903) notgedrungen zwei Semi-Dreadnoughts (Satsuma, Aki) zu je 19.500 tons Konstruktionsverdrängung auf Kiel, die jedoch erst 1907 fertiggestellt wurden. Als Bewaffnung waren ursprünglich ausschließlich 30,5-cm-Kanonen in je vier Einzel- und Doppeltürmen geplant, wegen schwerwiegender finanzieller Engpässe infolge des Russisch-Japanischen Krieges von 1905 war dies jedoch nicht umsetzbar. Stattdessen erhielten beide Einheiten zwei Doppeltürme zu 30,5 cm und sechs Doppeltürme zu 25,4 cm Kaliber, beides aus englischer Produktion. Die maschinelle Ausstattung dieser Schiffe machte zudem einen direkten Vergleich der Antriebsarten möglich, denn Satsuma wurde mit Kolbendampfmaschinen ausgerüstet, die eine Geschwindigkeit von nur 18,25 Knoten ermöglichten, während das Schwesterschiff Aki Dampfturbinen erhielt, die eine Geschwindigkeit von 20 Knoten hergaben. Beide Schiffe wurden 1922 aus der Liste der aktiven Schiffe gestrichen und 1924 abgewrackt.
Italien legte mit der Regina-Elena-Klasse von 1901 (Regina Elena, Vittorio Emanuele, Napoli, Roma) die mit 13.000 tons Konstruktionsverdrängung je Schiff kleinsten Semi-Dreadnoughts auf Kiel. Ihre Hauptbewaffnung bestand aus zwei Einzeltürmen mit 30,5 cm und sechs Doppeltürmen mit 20,3 cm Kaliber. Zu ihrer Zeit galten diese Schiffe als gelungen, vor allem wegen der gegenüber Einheits-Linienschiffen überlegenen Geschwindigkeit von 20 bis 22 Knoten. 1921 wurden diese Schiffe zu Küstenpanzerschiffen zurückklassifiziert, die ersten beiden Schiffe (Regina Elena, Vittorio Emanuele) wurden 1923, die beiden übrigen 1927 abgewrackt.
Das zaristische Rußland legte mit der Andrej-Perzovannyj-Klasse von 1903 (Andrej Perzovannyj, Imperator Pavel I.) zwei Semi-Dreadnoughts auf Kiel, deren Hauptbewaffnung aus zwei Doppeltürmen zu 30,5 cm, vier Doppeltürmen zu 20,3 cm und sechs Einzelgeschützen zu 20,3 cm in einer Großkasematte bestand. Die Schiffe verdrängten jeweils 17.100 tons (Konstruktionsverdrängung). Beide Schiffe waren bei der Ostseeflotte bis 1920/1921 in Dienst und wurden etwa 1923 abgewrackt.

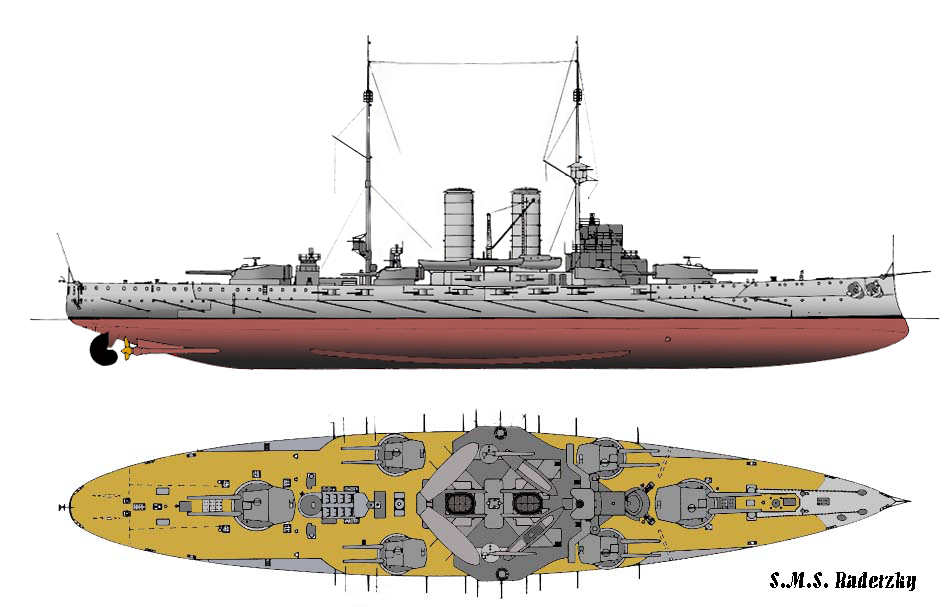

Österreich-Ungarn legte 1907 die Radetzky-Klasse (Radetzky, Erzherzog Franz Ferdinand, Zrinyj) auf Kiel und stellte sie bis 1911 in Dienst. Ihre Hauptbewaffnung bestand aus zwei Doppeltürmen zu 30,5 cm und vier Doppeltürmen zu 24 cm Kaliber. Sie verdrängten jeweils 14.500 tons (konstruktiv) und galten als gut gelungen. Radetzky und Zrinyj waren nach Kriegsende kurzfristig in jugoslawischer Hand, wurden dann aber den USA zugesprochen und 1920 in Italien als Teil der Bedingungen des Versailler Vertrages abgewrackt.
Frankreich stellte bis 1911 die Danton-Klasse (Danton, Condorcet, Diderot, Voltaire, Mirabeau, Vergniaud) mit einer Konstruktionsverdrängung von 17.600 tons in Dienst. Deren Hauptbewaffnung bestand aus zwei Doppeltürmen zu 30,5 cm und sechs Doppeltürmen zu 24 cm Kaliber. Der Antrieb erfolgte durch Dampfturbinen, die Geschwindigkeiten von 19,25 Knoten ermöglichten. Die Danton ging im Ersten Weltkrieg verloren, die Condorcet überlebte als Wohnschiff bzw. Hulk bis 1959, die übrigen Einheiten wurden zwischen den Weltkriegen abgewrackt.
Das Deutsche Kaiserreich hatte keine Semi-Dreadnoughts im Bestand. Die kaiserliche deutsche Marine hatte beizeiten die Problemquellen erkannt und auf die Umsetzung dieses Schrittes verzichtet. Allerdings wurde im Zuge der Entwicklung der Nassau-Klasse auch Entwürfe dafür als Semi-Dreadnought projektiert.

## Parallele Entwicklungen
Auch auf dem Wege vom Panzerkreuzer zum Schlachtkreuzer gab es Zwischenformen analog zu den Semi-Dreadnoughts, die jedoch auch im Nachhinein nicht als Unterklasse aufgeführt wurden. Die unterschiedliche Konzeption der Panzerkreuzer, je nach Zeit, Nationalität bzw. Marine wechselnd zwischen Handelsstörer, Aufklärer oder Linienschiff zweiter Klasse, sorgte dafür, dass etliche Marinen nicht in die Verlegenheit des Baues von Zwischenformen bei Linienschiffen bzw. Schlachtschiffen und Panzerkreuzern bzw. Schlachtkreuzern kamen. Beispielhaft für die Parallelentwicklung sind die britische Minotaur- (zwei Doppeltürme zu 23,4 cm und zehn Stück im 19-cm-Kaliber) und Warrior-Klasse (die mit vier 19-cm-Kanonen anstelle der 15,24-cm-Mittelartillerie nachgerüstet wurde), sowie die italienische Pisa-Klasse (inklusive der griechischen Georgios Averoff). Eine ähnliche Zwischenstellung nahm die von 1902 bis 1904 ursprünglich für Chile gebaute Swiftsure-Klasse ein, die mit zwei Doppeltürmen zu 25,4 cm und vierzehn Stück im 19-cm-Kaliber bewaffnet war.

## Gründe für die Ausmusterung
Bei beiden Schiffsklassen spielten Probleme mit der Feuerleitung der zwei verschiedenen Hauptkaliber eine große Rolle; die Einschläge der Hauptkaliber und der Zwischenkaliber waren mit den damaligen Mitteln nicht sicher voneinander zu unterscheiden. Die erhoffte Gefechtswertsteigerung blieb daher aus und führte in der Regel zur baldigen Außerdienststellung, auch als Folge der Ergebnisse der Washingtoner Flottenkonferenz von 1922. Dazu kam der mittlerweile veraltete Antrieb mit Kolbendampfmaschinen, der kaum Geschwindigkeiten über zwanzig Knoten zuließ. Auch wenn einzelne Einheiten erfolgreich operieren konnten und lange im Dienst verblieben, wurden die meisten Schiffe noch vor 1930 verschrottet.
Ein zentrales Problem stellte die hohe Anzahl von großen Decksdurchbrüchen (sechs bis acht) für das Haupt- und Zwischenkaliber dar, wodurch auch bei gelungenen Konstruktionen zu viele strukturelle Schwachstellen entstanden. Die europäischen Marinen gingen noch während des Ersten Weltkrieges dazu über, nur noch drei bis vier Hauptgeschütztürme bzw. die dafür nötigen Decksdurchbrüche bei Schiffsneubauten oder Umbauten zuzulassen. Für das Ausland vorgesehene Einheiten unterlagen jedoch nicht dieser Restriktion; außereuropäische Marinen gingen erst nach Ende des Ersten Weltkrieges dazu über.
Im Zweiten Weltkrieg erlebte die Idee einer Bewaffnung mit zwei schweren Kalibern eine kurze planerische Renaissance, nachdem Japan für seine Yamato-Klasse acht 20,3-cm-Kanonen in vier Zwillingstürmen vorgesehen hatte. Da die Zwillingstürme jedoch dringender für die Aufwertung der Mogami-Klasse-Kreuzer gebraucht wurden, erhielt die Yamato-Klasse stattdessen die freigewordenen 15,5-cm-Drillingstürme.